# Костная пластика

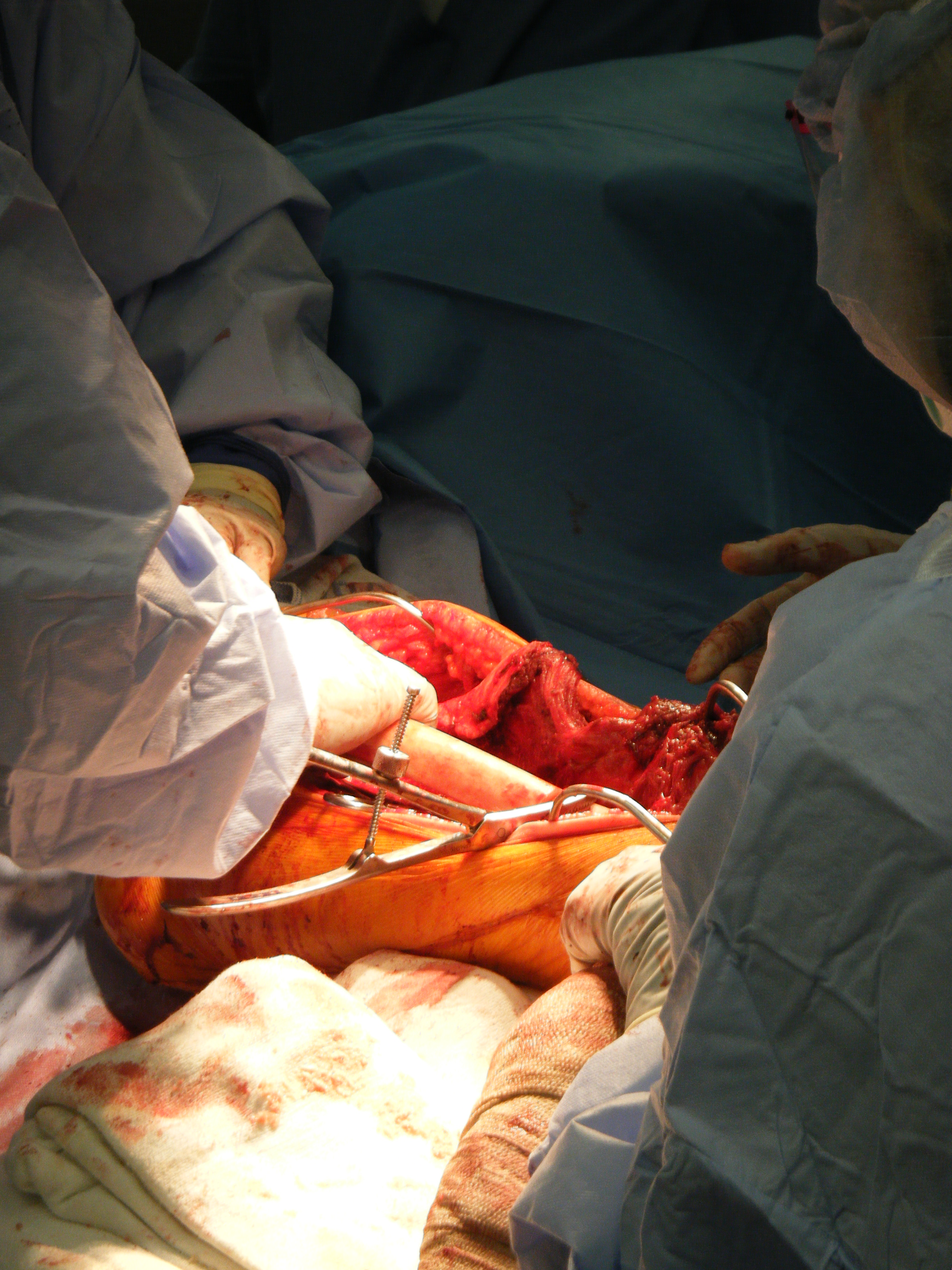
Хирург проводит операцию по костной пластике

Костная пластика — вид пересадки органов, используемой для замещения отсутствующей костной ткани или ускорения заживления переломов. Этот хирургический прием полезен при лечении особенно сложных переломов, создающих значительную угрозу жизни больному либо не поддающихся лечению, что может привести к псевдоартрозу. В то время как небольшие или свежие переломы можно вылечить без пластики, риски возрастают в случае более крупных или осложненных. Кроме того, структурная или фрагментарная костная пластика используется при повторных операциях по замене сустава, осложненных патологическим разрушением костей. Кости обычно способны к полному восстановлению, но лишь при очень небольшом размере перелома либо при наличии особого рода каркаса. Костные трансплантаты могут быть аутологичными (полученными из собственного тела больного, часто из подвздошной кости), аллотрансплантатами (кости трупа, обычно получаемые из банка костной ткани) или синтетическими (часто изготовленными из гидроксиапатита или других встречающихся в природе и биосовместимых веществ), с механическими свойствами, присущими настоящей кости. Большая часть трансплантатов должна рассосаться в течение нескольких месяцев, уступая место наросшей костной ткани. Основы успешной костной пластики включают в себя остеокондукцию (направленный рост костной ткани), остеоиндукцию (побуждение недифференцированных клеток становиться активными остеобластами) и остеогенез (живые костные клетки трансплантата, способствующие восстановлению кости). Остеогенез возможен только при первых двух разновидностях пересадки: ауто- и аллотрансплантатах.
Сравнительно недавно костная пластика стала использоваться при «адресной» доставке антибиотика. Недостаточное кровоснабжение кости затрудняет достижение нужного уровня антибиотика в области заражения (инфекции) при внутривенном введении, особенно для антибиотиков с крупными молекулами, такими, как ванкомицин. В таких случаях импактные мелкие костные аллотрансплантаты (IBG), пропитанные местными антибиотиками, могут обеспечить гораздо более высокие концентрации антибиотиков локально, чем требовалось бы для подавления роста болезнетворных бактерий in vitro. 

## В разрезе микробиологии
|                                                  | Остеокондуктивный | Остеоиндуктивный | Остеогенный |
| ------------------------------------------------ | ----------------- | ---------------- | ----------- |
| Аллопласт                                        | +                 | –                | –           |
| Ксенографт (ксенотрансплантат; т.е. от животных) | +                 | –                | –           |
| Аллотрансплантат                                 | +                 | +/–              | –           |
| Аутотрансплантат                                 | +                 | +                | +           |

Костная пластика возможна благодаря тому, что костная ткань, в отличие от многих других типов ткани, способна к полному восстановлению при наличии пространства для роста. В ходе своего роста, природная кость совершенно заменяет собой материал трансплантата. Основными свойствами вещества, определяющими его пригодность для костной пластики, служат остеокондукция, остеоиндукция и остеогенез.

### Остеокондукция
Остеокондукция определяется как «свойство вещества поддерживать врастание ткани, рост остеогенной клетки и развитие [её?] вплоть до образования кости».  В контексте костной пластики такое происходит, когда материал трансплантата служит каркасом для роста новой (природной) кости. Остеобласты с границ перелома, на который накладывается трансплантат, используют  материал последнего в качестве каркаса, по которому они распространяются и формируют новую кость. Первые возникают не из донорской ткани, но благодаря врастанию внутрь клеток хозяина. Соответствующая связь биоактивных веществ (бета-трикальцийфосфат) в имплантах, используемых в костной пластике, позволяет повысить остеопроводимость в области повреждения. Материалы, используемые в костной пластике, должны быть, как минимум, остеопроводящими, поскольку неизбежно включают в себя подобные биоактивные химические вещества.

### Остеоиндукция
Остеоиндукция побуждает остеогенные клетки развиваться в остеобласты, дабы запустить развитие новой кости. Наиболее изученным остеоиндуктивным клеточным медиатором (помощником) можно считать BMPs. Материал для костной пластики, будучи одновременно и остеопроводящим, и остеоиндуктивным, способен не только стать каркасом для уже существующих остеобластов, но и запустить образование новых, что в теории должно содействовать более быстрой интеграции трансплантатов.

### Остеостимуляция
Остеостимуляция подразумевает усиление остеоиндукции в отсутствие остеоиндуктивных свойств. Например, было показано, что продукты эмальной матрицы повышают остеоиндуктивность у трансплантата, известного как DFDBA, хотя, взятые в отдельности, не ускоряют образование новой кости.

### Остеогенез
Остеогенез происходит, когда жизненно важные остеобласты, взятые из материала костного трансплантата, помогают росту новой кости, как и два других механизма (см. выше).

## Разновидности пластики
В зависимости от того, где (в какой части тела) возникает нужда в трансплантате, может потребоваться участие в операции дополнительного специалиста. К таковым, в частности, относятся: хирурги-ортопеды, хирурги-отоларингологи, нейрохирурги, специалисты по черепно- и челюстно-лицевой хирургии, подологи и пародонтологи, стоматологи.

### Аутотрансплантация

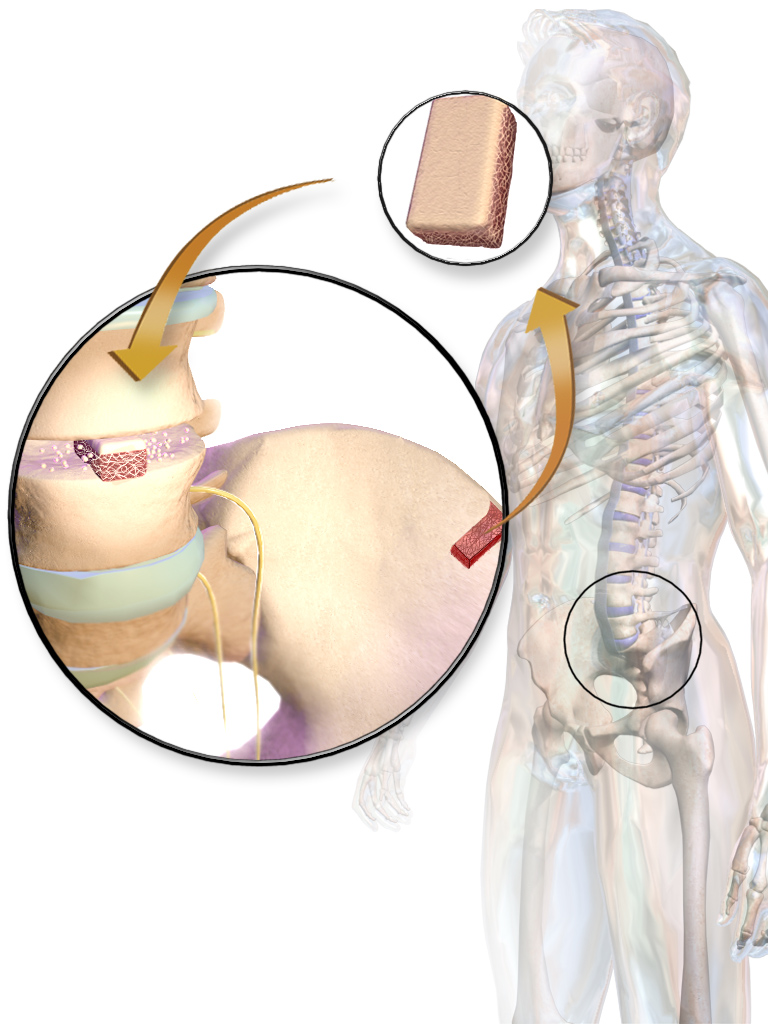
Изображение аутотрансплантата, полученного из подвздошной кости

Аутотрансплантация предполагает, что в качестве донора и реципиента выступает одно и то же лицо (т.е. костная ткань для трансплантата берется у того, кому затем делается трансплантация).
Кость модет быть выращена из менее значимых костей (например, подвздошной), или, как оно принято в челюстно-лицевой хирургии, из нижнечелюстного симфиза (область подбородка) или передней ветви нижней челюсти (венечный отросток); это тем более верно для блочной трансплантации, при которой кусочек кости — блок — помещается целиком в область предстоящей пересадки. В случае с блочным графтом, собственная кость больного представляется наилучшим выбором для источника, ибо риск отторжения в данном случае наименьший. Как видно из таблицы выше, такой трансплантат будет обладать наиболее полным набором свойств в сравнении с другими (он будет остеопроводящим, остеоиндуктивным и остеогенным). Отрицательной стороной данного выбора становится создание дополнительного хирургического поля, в сущности — еще одного источника возможных послеоперационных осложнений и боли.
Собственная кость берется из источников в ротовой полости (таких, как подбородок), или за ее пределами — например, от подвздошной и малоберцовой костей, ребер.
Всякая кость нуждается в кровоснабжении на месте пересадки. В зависимости от его расположения и от размера графта, может потребоваться дополнительное кровоснабжение. Для подобных трансплантатов, вместе с донорской костью необходимо извлекать часть надкостницы с сопутствующими кровеносными сосудами. Такой род графта известен как живительный костный трансплантат.
Подбородок предоставляет значительный запас кортико-губчатого аутотрансплантата и лёгкий доступ ко всем внутриротовым участкам. Забор костной ткани может быть проведён без особого труда под местной анестезией амбулаторно. Близкое расположение донорской и реципиентной зон уменьшает длительность операции и её стоимость. Простота хирургического доступа, низкий процент осложнений, отсутствие необходимости в госпитализации, минимум неудобств в донорской зоне и отсутствие кожных рубцов являются дополнительными преимуществами.

### Дентиновый графт
Дентиновая кость, созданная из извлеченных зубов, на 85% подобна последним по своей структуре. Дентин по своему химическому составу напоминает кость (по объему — до 3/4 минерал и порядка 20% — коллаген фиброзного типа I). Подобно кости, дентин может высвобождать т.н. факторы роста в ходе клеточной резорбции. Чтобы обеззаразить дентиновый трансплантат, некоторые компании разработали процедуры шлифовки и чистки зубов для немедленного или последующего использования.

### Аллографты
Вещество аллографта, подобно и кости самого больного, человеческого происхождения; разница заключается в том, что аллотрансплантат получают от другого лица. Материал для такого графта может быть получен от трупов, чьи органы разрешено использовать для нужд живых. Нередко подобное сырье доставляют из костного банка (разновидность банка тканей). Костные банки предоставляют аллографты и от живых доноров (обычно — стационарных больных, проходящих плановую операцию по эндопротезированию тазобедренного сустава). В ходе хирургического вмешательства, врач удаляет головку бедренной кости, что необходимо сделать для последующей установки искусственного протеза. Данная часть кости имеет форму неправильного шара и расположена на проксимальном эпифизе (длина в поперечнике — 45–56 мм у взрослых). Чаще всего, по завершении операции, удаленную головку относят к больничным отходам. Впрочем, если больной соответствует ряду строгих правовых, медицинских и общегражданских условий (в том числе, по данным анамнеза) и подтверждает свое согласие, головка его бедренной кости может быть передана в больничный костный банк.
Существует три вида костного аллографта:
1. Свежеудаленная или свежезамороженная кость;
2. Свежесушеный костный аллографт (FDBA);
3. Деминерализованный свежесушеный костный аллографт (DFDBA).

### Аллопластический графт
Аллопластические графты могут быть выполнены из гидроксиапатита, природного минерала и основной минеральной составляющей зубов. Кроме того, аллотрансплантаты производят на основе биостекла. Гидроксиапатит чаще всего 
применяется в качестве сырья для искусственных графтов, вследствие своей остеопроводимости, жесткости и совместимости с костью.